# Phyllometra coelestinaria
Phyllometra coelestinaria är en fjärilsart som beskrevs av Alphéraky 1892. Phyllometra coelestinaria ingår i släktet Phyllometra och familjen mätare. Inga underarter finns listade i Catalogue of Life.